# Cleveland and Richmond (circonscription du Parlement européen)
Avant l’adoption uniforme de la représentation proportionnelle en 1999, le Royaume-Uni utilisait le système uninominal à un tour pour les élections européennes en Angleterre, en Écosse et au pays de Galles. Les conscriptions du Parlement européen utilisées dans ce système étaient plus petites que les circonscriptions régionales les plus récentes et ne comptaient chacune qu'un seul membre au Parlement européen.
La circonscription de Cleveland and Richmond était l'une d'entre elles.

## Limites
Il se composait des circonscriptions du Parlement de Westminster (sur leurs limites de 1983 ) de Hartlepool, Langbaurgh, Middlesbrough, Redcar, Richmond (Yorks), Stockton North et Stockton South.

## Membre du Parlement européen
| Élection                    | Élection | Membre     | Parti        |
| --------------------------- | -------- | ---------- | ------------ |
|                             | 1994     | David Bowe | Travailliste |
| 1999 circonscription abolie |          |            |              |

## Résultats des élections
Les candidats élus sont indiqués en gras.
| Parti         | Parti                                  | Candidat        | Voix    | %    | ± |
| ------------- | -------------------------------------- | --------------- | ------- | ---- | - |
|               | Travailliste                           | David Bowe      | 103,355 | 58,7 | ' |
|               | Conservateur                           | Robert Goodwill | 45,787  | 26,0 |   |
|               | Libéral Démocrate                      | B.D. Moore      | 21,574  | 12,2 |   |
|               | Green                                  | G.F. Parr       | 4,375   | 2,5  |   |
|               | Natural Law                            | R.B. Scott      | 1,068   | 0,6  |   |
| Majorité      | Majorité                               | Majorité        | 57,568  | 32,7 |   |
| Participation | Participation                          | Participation   | 176,159 |      |   |
|               | Travailliste vainqueur (nouveau siège) |                 |         |      |   |